# Christian John
Christian John (* 5. April 1993 in Eisenhüttenstadt) ist ein deutscher Ringer. Er wurde 2012 Junioren-Europameister im griechisch-römischen Stil im Schwergewicht.

## Werdegang
Christian John begann bereits im Jahre 2000 in Eisenhüttenstadt mit dem Ringen. Sein erster Verein, für den er startete, war der Eisenhüttenstadter RC 74. Später startete er in der Bundesliga für den RSV Hansa Frankfurt (Oder) und in der Saison 2012/13 für den 1. Luckenwalder SC. Trainiert wurde bzw. wird er hauptsächlich von Jörn Levermann und Andreas Zabel. Der Student mit dem Spitznamen "Bärchen" wuchs zwischenzeitlich in das Schwergewicht hinein und wiegt bei einer Größe von 1,86 Metern knapp 120 kg.
Der erste größere Erfolg auf nationaler Ebene im Juniorenbereich gelang ihm im Jahre 2009, als er bei der A-Jugend (international: "Cadets") deutscher Vizemeister in der Gewichtsklasse bis 100 kg wurde. 2010 und 2012 wurde er deutscher Juniorenmeister und 2011 deutscher Junioren-Vizemeister im Schwergewicht. 2011 kam er bei der deutschen Meisterschaft der Senioren im Schwergewicht hinter Nico Schmidt vom RSV Frankfurt (Oder) auf den 2. Platz, im Jahre 2012 erreichte er bei dieser Meisterschaft aber nur den 7. Platz. 
Im Jahre 2010 startete er erstmals bei einer internationalen Meisterschaft. Er gewann dabei bei der Junioren-Europameisterschaft (Cadets) in Sarajevo in der Gewichtsklasse bis 100 kg gleich eine Bronzemedaille. Bei der Junioren-Europameisterschaft 2011 in Zrenjanin kam er im Schwergewicht auf den 5. Platz. Der größte Erfolg in seiner bisherigen Laufbahn gelang ihm im Jahre 2012 bei der Junioren-Europameisterschaft in Zagreb. Er siegte dort im Schwergewicht vor Lewan Arabuli, Georgien, Bálint Lám, Ungarn und Ali Nail Arslan aus der Türkei. Weniger gut schnitt er bei der Junioren-Weltmeisterschaft dieses Jahres in Pattaya ab. Er musste dort knappe Punktniederlagen gegen Bálint Lám und Miloslaw Metodiew, Bulgarien, hinnehmen und kam deshalb nur auf den 15. Platz.
Zwei bemerkenswerte Siege gelangen ihm im Herbst 2012 in des Ringer-Bundesliga. Er schulterte u. a. den ehemaligen tschechischen Weltmeisterschafts-Dritten David Vála, AC Lichtenfels und den estnischen Silbermedaillengewinner von den Olympischen Spielen 2012 in London Heiki Nabi, KSV Köllerbach.

## Internationale Erfolge
| Jahr | Platz | Wettbewerb                              | Gewichtsklasse | Ergebnisse                                                                                          |
| 2012 | 3.    | Junioren-EM in Sarajevo                 | bis 100 kg     | hinter Samir Woloschanin, Ukraine und Jakobi Gajaia, Georgien                                       |
| 2011 | 5.    | Junioren-EM in Zrenjanin                | Schwer         | hinter Wassili Parschin, Russland, Bayram Nigar, Türkei, Igor Didyk, Ukraine und Bálint Lám, Ungarn |
| 2011 | 8.    | "Kristjan-Palusalu"-Memorial in Tallinn | Schwer         | Sieger: Juri Patrikejew, Armenien vor Heiki Nabi, Estland                                           |
| 2011 | 3.    | "Henri-Deglane"-Challenge in Nizza      | Schwer         | hinter Juri Patrikejew und Yannick Szczepaniak, Frankreich, vor Andrei Kopylow, Russland            |
| 2012 | 1.    | Junioren-EM in Zagreb                   | Schwer         | vor Lewan Arabuli, Georgien, Bálint Lám und Ali Nail Arslan, Türkei                                 |
| 2012 | 15.   | Junioren-WM in Pattaya                  | Schwer         | nach Niederlagen gegen Bálint Lám und Miloslaw Metodiew, Bulgarien                                  |

## Deutsche Meisterschaften
| Jahr | Platz | Altersgruppe        | Gewichtsklasse | Ergebnisse                                                                 |
| 2008 | 6.    | A-Jugend ("Cadets") | bis 100 kg     | Sieger: Eduard Popp, VfL Neckargartach                                     |
| 2009 | 2.    | A-Jugend (Cadets)   | bis 100 kg     | hinter Gabriel Fix, KSV Urloffen                                           |
| 2010 | 1.    | Junioren            | Schwer         | vor Eduard Popp                                                            |
| 2011 | 2.    | Junioren            | Schwer         | hinter Eduard Popp                                                         |
| 2011 | 2.    | Senioren            | Schwer         | hinter Nico Schmidt, RSV Frankfurt (Oder) und Markus Eichin, ASV Nendingen |
| 2012 | 1.    | Junioren            | Schwer         | vor David Stumpe, SV Dürbheim                                              |
| 2012 | 7.    | Senioren            | Schwer         | Sieger: Nico Schmidt vor Ralf Böhringer, VfK Schifferstadt                 |

## Erläuterungen
- alle Wettkämpfe im griechisch-römischen Stil
- WM = Weltmeisterschaft, EM = Europameisterschaft
- Schwergewicht, Gewichtsklasse bis 120 kg Körpergewicht